# IBM 5100
IBM 5100 — настольный портативный компьютер, выпущенный в сентябре 1975 года, за шесть лет до IBM PC. Прототип модели был разработан в 1973 году в научном центре IBM в Пало-Альто под названием SCAMP (англ. Special Computer APL Machine Portable). В январе 1978 года компания анонсировала IBM 5110 — «большего двоюродного брата», а затем, в феврале 1980 года модельный ряд ещё раз обновился с началом выпуска IBM 5120.
Когда был выпущен IBM PC (1981 год), первоначально его определили как IBM 5150. Таким образом его разместили в серию «5100», хотя его архитектура не была прямым потомком IBM 5100.
В декабре 1975 года журнал Byte приветствовал появление IBM на рынке персональных вычислений. Описывая модель 5100 как «50-фунтовый набор интерактивных персональных вычислений», журнал констатировал, что с анонсом модели персональные вычисления получают поддержку от производственного и сервисного гиганта отрасли, хотя и «по премиальной цене».

## Языки программирования
IBM 5100 был доступен с языками программирования APL, BASIC или с обоими. На момент выпуска модели 5100 язык APL в основном был доступен только на мэйнфреймах, а большинство настольных компьютеров, таких как Wang 2200 или HP 9830, предлагало только BASIC.